# Егоров, Борис Григорьевич (конструктор)
Бори́с Григо́рьевич Его́ров (20 июня 1917, Спасск — 29 октября 1995, Москва) — советский хозяйственный, государственный и политический деятель, Герой Социалистического Труда.

## Биография
Родился 20 июня 1917 года в городе Спасск Казанской губернии.
Окончил Сталинградский механический институт (1939).
Работал инженером-конструктором конструкторских бюро заводов Харькова и Сталинграда, участвовал в создании танковых двигателей.
Летом 1942 года вместе с заводом и его конструкторским бюро эвакуирован в Барнаул, где был создан завод № 77 по производству танковых двигателей (впоследствии завод «Трансмаш»). Там работал мастером сборочного цеха.
После войны — ведущий конструктор отдела главного конструктора. С 1958 года — начальник ОКБ-1 завода «Трансмаш». С 1973 года — главный конструктор. С 1983 года — конструктор Центрального конструкторского бюро.
С 1990 года — на пенсии.
Умер в Москве 29 октября 1995 года.

## Награды и звания
За создание и внедрение в серийное производство газогенераторного буксирного катера в составе коллектива был удостоен Сталинской премии 1952 года.
За выдающиеся заслуги в выполнении заданий семилетнего плана и достижении высоких технико-экономических показателей в работе указом Президиума Верховного Совета СССР от 9 июля 1966 года присвоено звание Героя Социалистического Труда с вручением ордена Ленина и золотой медали «Серп и Молот».
Награждён орденами Октябрьской Революции (5.04.1971), Красной Звезды (16.10.1945), «Знак Почёта» (14.02.1979), Почёта (19.10.1989), медалями.